# グレートシング
グレートシング（GREAT THING, 『Gダライアス』ではG.T.）は、タイトーのコンピューターゲーム『ダライアス』シリーズに登場する架空の宇宙戦艦。

## 特徴
コードネームはマッコウクジラで、海洋生物モチーフが特徴の本作のボスキャラクターの中でも特に有名な種類の一つ。外観はメカニカルなクジラの姿に加え、背中部分や胴体に砲塔を多数装備している。
本当のマッコウクジラにない外観特徴として、多数の砲台の他、『ダライアス外伝』と『Gダライアス』、『ダライアスバースト』では、マッコウクジラの上顎には本来埋もれていて、生えてこない上顎の歯がある。
マッコウクジラの鼻に当たる呼吸用の潮を吹く噴気口部分が、後述するドリル弾の発射口となっており、それは同じハクジラのイッカクの牙をモチーフにしたようにも見える攻撃方法を持つ。
ゲームでは最強ボスとして君臨し、最終ステージの中でも最難関ルートの終端に待ち受けている。

## 能力
直訳すれば”偉大なるもの”、”デカブツ”、”凄い奴”などいろいろな意味があるが、後述するベルサー軍誕生という意味合いなどでも、本艦は他のボスキャラクターと比べても別格な存在といえる。
全作品を通して巨大な全身が弱点であり、プレイヤー機のシルバーホークはどの部分を撃っても、ダメージを与えることができるが、その耐久力はシリーズに登場する他全てのボスよりもずば抜けており、初代『ダライアス』に登場するものでショット255発、『Gダライアス』では14800発分という具合に並はずれている。
攻撃の激しさでいえばもっと熾烈な戦艦もいるものの、圧倒的な耐久力による絶大な防御能力、それに見合う程の強大な戦闘能力を兼ね備えている意味で、総合力ではベルサー軍最強の巨大戦艦である。
本艦だけが持つ装備として口から発射し、破裂して相手に襲いかかる、又はレーザーを撃つイルカ型攻撃艇のイルカ弾と、頭部から発射し破壊されることで爆裂するドリルミサイル型の弾があり、その強大さを印象づけている。なお、ダライアスバーストではこのドリル弾は破壊ではなく時間経過で炸裂するようになっており、設定上でも敵戦艦のヴァイタルパート（主要防御部分）を砕いて貫通させ、内部で大爆発を起こして一撃で撃沈させる目的で生み出されたといわれている。
伝統的にドリル弾は破壊すれば30000点という高得点が入るので、総合ハイスコアルートには必ずグレートシングとドリル弾破壊が絡んでくる。グレートシング打倒や、ハイスコアを目指すプレイヤーは、これを「捕鯨」と呼ぶ。

## ベルサー軍中枢機能
グレートシングは大半の作品においてベルサー軍の中核を担う総旗艦であり、ベルサー全軍を統括する総合戦闘システムとなっているのも特徴である。
ダライアス（1作目）やダライアスバーストアナザークロニクルでは特にこれが顕著に描写されており、これを倒した際のエンディングでは、ベルサー軍が沈黙しダライアスに平和が戻ったことになる。
これは後述するシーマのG.T.の残骸がもたらしたテクノロジーから発展したものの、中枢を倒されると、周辺も無力化する特性まで受け継いだものといえる。

## グレートシングMk-II
ダライアス外伝で登場するグレートシングは、上顎に歯が生えており、同ゲーム内のダライアスⅠに登場した他のリメイクボス同様、出現前に浮遊機雷が現れる。正式名称は”グレートシングMk-II”という。
最終ステージで倒すと、それまでの戦いの光景が嘘のように消え去ってしまい全ては幻影のようなものだったというエンディングとなる。ポニーキャニオンから1994年に発売された『ダライアス外伝』のアルバムの解説書によると、全ての敵は幻影であり、シルバーホークのパイロットが強い敵と、より強い戦う力を求めると、更に強い幻影が現れるとされ、その幻影の頂点がベルサー旗艦である本艦だといえそうなものがある。
尚、登場ステージは初代ダライアスの都市地帯になっており、バーミリオンコロナタスが宇宙洞窟ゾーンに潜んでいるのと同じく、Ⅰを知るプレイヤーへのファンサービスと思える演出（但し、初代ダライアスでグレートシングが待ち受けているのは都市地帯ではなく、海底基地）がある。

## G.T.（ジー・ティー.）
Gダライアスでは敵がベルサー軍ではなく、金属生命体シーマであるためか、その区別点として名称がそれまでと違い、”G.T.（ジー・ティー.）”という略語になっている（タイトーの公式の広告ポスターでは『Ｇ．Ｔ．（グレートシング）』と、略語だとわかるように明記されている）。この略語ネーミングは後年のアナザークロニクルでは、後述のG.T.Vや、G.T.Bという亜種に使われている。
他作品には無い後述する砲塔の再生能力と、破裂しないイルカ弾にレフナイトの放出など、様々なシーマ独自の未知のテクノロジーが見られる。
倒すと、その残骸はベルサー軍に拾われダライアス星に災いをもたらすベルサー軍誕生の礎となったとされるエンディングとなる。そういったことからも、ベルサー軍の中枢機能という部分は、ベルサー軍がグレートシングのテクノロジーで得たデーターを活かして発展した為に、未だに本艦テクノロジー影響が、ベルサー各兵器群にも受け継がれていると思えそうな部分がある。
なお、ベルサー軍旗艦の方では、砲台復元機能の他、ナパーム弾やニュークリア弾・次元砲、βビームは再現できなかったとされている。

## BGM
使用される曲は「BOSS7」。最終ボスの熾烈な攻撃をイメージしたような重厚な曲であり、後のアレンジ移植などでグレートシングに優先的に使用されることが多かった為、事実上のテーマ曲として認知されている。作曲はOGR（小倉久佳）。
ダライアスバーストでのグレートシング専用曲「Hello 31337」も、同ゲーム中この1曲のみ小倉久佳作曲による他、ミッションモードやクロニクルモードでのオリジンシルバーホーク使用時等に「BOSS7」がかかる。
ダライアスバーストアナザークロニクルでは、G.T.V、G.T.B交戦時に、ダライアス外伝での最終面共通曲「SELF」や、Gダライアスでの最終ボス共通曲「Adam」といった、グレートシング戦でも使われていたBGMが用いられる場合がある。

## 登場作品
グレートシングは、『ダライアスII』を除くシリーズに登場しどのシリーズでも最強クラスのボスキャラクターとなっている。

### ダライアス
最終ゾーンの上のZ’とZゾーンに登場する。カラーは青。
背中と腹の砲台から多数のホーミングミサイルを発射し、口からの4方向に破裂するイルカ弾、頭部砲台からシルバーホークのY座標を探知して発射するレーザー、先端部からドリル弾を発射する。ホーミングミサイルの発射量は全ボス中最多であり、シルバーホークの上下を狙ってくまなく発射されるので、他の攻撃と相まって逃げるのを困難にしている。胸鰭が破壊可能箇所だが、その強大な攻撃力と他のボスとは比べ物にならない程の高い耐久力の前に倒すのに時間がかかる。特に旧バージョンではショットをウェーブにした状態で遭遇した場合の耐久度は恐ろしく高く、遠距離からウェーブを撃ち込んで行く方法で戦うと戦闘中にヤズカ・タカーミィからの永久パターン防止用の撃ち返し攻撃が必ず開始されてしまう程である。
その一方で攻略の上で重要な要となる安全地帯も存在する。シルバーホークを3面スクリーンの真ん中の右上に配置して、ショットとボムを連打していれば安全に倒すことができる。但しその際ボムをマルチボムまで強化していないと、後方からの攻撃やヤズカ・タカーミィにやられてしまう。又エキストラバージョンにはこの安全地帯は存在しない（グレートシングが画面の一番上まで上がって来る為、自機が押しつぶされてしまう）うえに、ファッティグラトンと同様に破裂したイルカ弾は、至近距離では旧バージョンだと破裂した瞬間動かなければ当たらないが、エキストラバージョンではその特性が無くなっており(上から2番目の弾が正確に自機を狙うように変更されたため)、より厳しくなっている。
ドリル弾をボスから出ている途中でダメージを与えるか破壊すると、6方向に火炎弾を撃ち返してくる。ドリル弾はアームを貫通する攻撃扱いであり、シルバーホークに直撃するとアームを付けていても一発でやられてしまう。
また、このボスとの戦闘中に頭部砲台からのレーザーが発射されなくなったり、稀にアームの有無に関係なくシルバーホークがいきなりやられてしまうバグが存在する。

### スーパーダライアス
CD-ROM版のみで、Huカードの『ダライアスプラス』には登場しない。攻撃方法はアーケード版に近いものの、耐久力も攻撃力もアーケード版ほどではない。ドリル弾は破壊しても火炎弾を撒き散らさない。

### ダライアスツイン
ステージ6のKゾーンに登場する。名称は”ハイパーグレートシング”だが、色とデザインは初代と同じ。ボスは最初は正面を向いているが、一定時間経つと反時計回りに回りながら、ボスの攻撃に対処していかなければならなくなる。
1画面半にもなる巨体で、ドリル弾と胸鰭の破壊は不可能。背部と腹部の砲台からホーミングミサイルを撃ち、尾部砲塔と背部砲塔から通常弾、口からの3方向破裂のイルカ弾と頭部レーザーで攻撃してくる。なおホーミングミサイルは壊しても0点だが、破壊されるか、画面から消えるまでシルバーホークを狙い続ける。
BGMは専用曲としてBOSS7が使用され、耐久力もツインの全ボス中最大となる。

### サーガイア
最終面に登場し、イルカ弾は道中に登場するザコキャラとなっている。
破裂はしないが耐久力があるドリル弾を口から放ち、背中と頭部の砲塔からレーザーを撃つ。ツインと同様一定時間経つと、ツインとは逆に時計回りに動き回りながらボスの攻撃に対処するが、頭部と背中の砲塔を破壊すると、正面から迎え撃つことになり、腹部砲塔からホーミングミサイル、頭部から4方向弾を撃つ。
この作品だけ、ボスが画面上部から現れ、開いた口の中が弱点という設定となっている。なお、砲台が破壊可能となったのはこの作品から。
この作品でもBOSS7が専用曲。

### スーパーダライアスII
Vゾーンで中ボスとして登場する。攻撃が変わっていて、前作でホーミングミサイルを発射していた背中の砲台からはショートレーザーを連射し、代わりに口からのイルカ弾を3連発で放ち、それはホーミングミサイルに近い特性を持つが、ドリル弾は出さない。中ボスだけにシリーズ最弱に近い。

### ダライアス外伝
最終ステージのZ’ゾーンに登場する。色は赤紫。
口から出すイルカ弾と背中の砲台からロングレーザー、トレースレーザー、頭部脇大型砲台からサーチレーザーに、口元の小型砲台からの青い弾、胴体からは拡散型の通常弾と、スリット部から2種のホーミングミサイル、ホーミングレーザーを撃ってくる。腹部からのレーザーは地上を撃って、破壊可能な破片を巻き上げてくる。一定量のダメージを与えると、尾部砲塔からのホーミングレーザーと、頭部からの破壊すると1作目の火炎弾の時のように弾を撃ち返すドリル弾と口からのイルカ弾に加え、胴体ブロックを開いて多数の通常弾ばらまき攻撃を行う第二形態へと攻撃を移行する。
特に第二形態時の尾からのホーミングレーザーの避け方を掴まなければボスへの勝利は難しく、ドリル弾とイルカ弾による攻撃も加わり、更に困難な戦いになる。ここでダメージを与えると、最終状態の第三形態となる。
最終状態の胴体と尾から同時に放つ計7発セットのダブルホーミングレーザーは回避は不可能に近い（ミスを重ねてランクが下がっている場合は、引きつけてよけられることもある）。胴体中央部の稲妻形レーザーに、胴体スリット部から放つ多数のホーミングミサイル（ブーメラン型ではない通常弾頭形状）による攻撃も行う。
ドリル弾の破裂弾は避けにくいが、破裂している状態で破壊しないとスコアは入らない。この作品からイルカ弾は破壊しても破裂しなくなったが、レーザーを撃ってきて、大量に放たれる。その耐久力の高さは、ウェーブに白弾が付いたショットでなければ、ボンバー使用無しでの勝利はほぼ不可能。
因みにJゾーン背景には、旧グレートシングが映るシーンがある。

### Gダライアス
最終ステージοゾーンに登場する。金属生命体シーマという設定ゆえに画面内を自由に泳ぎ回り、砲台を破壊しても再生できる他のシリーズにはない能力がある。道中でも演出で一瞬だけ姿を見せる。
これまでにないほどの巨大なサイズとなって登場し、サイドビュー状態では丁度横3画面分ほどもある大きさとなる。U’ゾーンに登場するものは黒、V’ゾーンに登場するものは外伝のような紫のカラーとなっている。
これまでのシリーズのように全身の砲台から多数のフェザー弾や、ショートレーザーにホーミングレーザー、そしてツインレーザーと自機を狙い撃つロングレーザー、ニードル弾にホーミングミサイルに、頭部マルチ砲台からの拡散フェザー弾と拡散スプレイガン、外伝同様に破壊するとフェザー弾を多数撃ち返すドリル弾とルオートが使用した分裂弾の多数発射だけでなく、2セットでβビームを発射。
口からのソリドナイトや、レーザーを撃つイルカ弾で激しい攻撃を加えてくる。頭部側面の大型砲台から爆発するナパーム弾や、後述するエリア対応攻撃に加え、画面外に移動しての背部砲台からによる攻撃も仕掛けてくる。背部砲台は攻撃中に破壊しても、その破壊箇所から砲台が再生するまで螺旋式ホーミングレーザーを撃つなど、攻撃面でも隙がない。
頭部両脇の大型砲台砲口から放つ、画面の端から端に届く十字型に爆裂するニュークリアー弾（U’）またはブラックホールを生みだして自機を吸い込もうとする次元弾（V’）による攻撃も強烈。キャプチャー用の敵であるアイファザー・プラスは持たないが、イルカ弾が同じ役割を持っている（虹色のレフナイトは放出する）。
イルカ弾はキャプチャーすると、アイファザー・プラスのように何故か二体に増殖し、自機の上下に付いてショートレーザーを撃つようになる。

### ダライアスバースト
最終ゾーンKに登場する。カラーリングは初代と同じ青だが、全長はPSPのワイドスクリーンで約2画面半ほどにもなる。デザインは海老川兼武が手掛けた。
背部砲台展開式バーストビームの他、頭部砲台や腹からの爆雷とホーミングミサイルにニードル弾、全身の砲台からロングレーザーに直線型ホーミングレーザー・破裂弾とバーストビーム、頭部からはレーザーと拡散式ミサイル、さらに破壊ではなく時間経過で爆裂するようになったドリル弾、両脇の砲台のサンダーレーザーなど、非常に多くの武装を構える。砲塔を破壊することは不可能。イルカ型子機はそれまでの作品と違いテレポートによって3機出現し、ニードル弾・一定段数まで追尾するホーミングレーザー・短時間のバーストビームを撃つ。非常に激しい攻撃力と耐久力故に、バーストビームを効率的に駆使、そして攻撃パターンを把握しなければ撃破は困難となる。
『ダライアスバースト アナザークロニクル』では筐体のワイド2画面をまるまる埋め尽くしてなお余りあるほどに更に大型化。攻撃力も1作目のドリル弾からの撃ち返し攻撃を髣髴とさせる撃ち方を行う火炎型の加速弾とG.T.のように直角型と円型のショートホーミングレーザーがセットで追加され、より攻略困難となった。画面手前と奥に入っての攻撃もある。
更に『アナザークロニクル』ではG.T.V（Vはバイオレットの略）という亜種戦艦が登場。カウンター不可能の大出力バーストビーム砲門の増設・胴体部に設置された連装式ビッグレーザー発射砲塔、頭部横のビームがビームの先端で大爆発を起こすタイプに換装されるなど攻撃がより激しくなっており、攻撃パターンの順番も原種や後述の同型亜種であるG.T.Bの2種とは大きく異なり、攻撃初頭からいきなりドリル弾まで加えた他、大バースト砲による攻撃で、前者もしくはある意味次亜種以上に厳しい戦いを強いられることとなる。
Unlock Bのクロニクルモードでは更に強力に進化した「黒鯨」と呼ばれるG.T.B（Bはブラックの略と思われる）が出現する。頭部横の砲台からのビーム先端で起こされる大爆発の発生回数はG.T.Vでは1回のみだったが、この戦艦では大爆発が複数回発生するように強化されたほか、一部の弾がホーミング性能を持つ物に換装され、非バースト機での回避をより困難にしており、クロニクルモード最終エリアでの当艦との戦闘においては専用の新BGM「finale」も追加された。
尚、それまでのシリーズと異なり、歯の数が少なくブロック状になり、腹部の砲塔が無くなっている代わりに、腹部が開閉してレーザー弾をばらまく。また、VやBはノーマルとの外見上の違いとしてカラーリングや砲塔部増設以外にもノーマルに比べ、目付きが鋭くなっている。そしてVの方は待ち受ける場所が海底基地ゾーンである場合、ボス戦手前で登場して画面を横切った後にボス戦へと移行する。

### その他
- 『スクールガールストライカーズ』では2016年7月協力戦コラボイベントでの特殊ボスとしてダライアスバーストからゲスト登場。攻撃アクションは頭部砲門による一斉斉射とドリル弾が採用。BGMは「Hello 31337」が使用され、協力戦エリア探索BGMも「Good-bye my earth」になっている。

## グレートフォース （GREAT　FORCE）
スーパーファミコンソフト『ダライアスフォース』では、グレートシングが登場しない代わりに、ザトウクジラモデルのボスキャラクターのグレートフォース（GREAT FORCE）が登場する。
クジラモチーフの他に腹部や背部に砲台を備え、耐久力もゲームのボスの中では最も高いところもグレートシングと共通している。
破壊可能な砲台を全部潰さないと本体に攻撃できないが、破壊すると今度は口から衝撃波を放ち、体当たり攻撃を仕掛けてくる。
全身の砲塔は潮吹き穴近くの5方向弾とばらまき弾を放つ部分と、直線に動いてシルバーホークを若干追尾するツインレーザー砲塔、腹部の3つに分裂するホーミングミサイルを発射する砲塔と、尾部の斜めに撃つレーザー砲塔、更に腹部から3連発する直線レーザー砲塔があるが、唯一、胴体中央部にある地上で爆裂する爆裂弾を撃つ胴体砲塔だけは破壊不可能。